# Antonio Mollari
Antonio Mollari (Montolmo, 7 giugno 1768 – Roma, 1843) è stato un architetto e ingegnere italiano.

## Biografia
Nasce a Montolmo il 7 giugno 1768 in una famiglia di artigiani. Ha avuto una preparazione molto approfondita sia dal punto di visto tecnico che artistico, in quanto il padre, stimato capomastro, decise che Roma era la sede adatta per garantire una formazione al figlio. Lo svolgimento della sua professione comprende dapprima un periodo a Trieste, dalla fine del Settecento agli inizi dell’Ottocento, dove progetta e costruisce il Palazzo della Borsa, dedicato all’imperatore Francesco II, e qualche dimora per privati. Successivamente, Antonio Mollari si trasferisce nel maceratese, dove svolge attività di ingegnere di ponti e strade. E’ importante la progettazione del Palazzo de Sanctis a Matelica. La sua vita professionale termina in Umbria e a Roma, dove si occupa del restauro di chiese terremotate, su incarico del Cardinale Rivarola. Importante in questi anni la sua amicizia con lo scultore Canova. Muore a Roma nel 1843 all’età di 75 anni.